# Hôtel Ibis (Butare)
Pour les articles homonymes, voir Ibis.
L'Hôtel Ibis de Butare est l'un des plus anciens hôtels du Rwanda.
À l'origine, le bâtiment abritait la première salle de cinéma de la ville (appelée alors Astrida). L'hôtel ouvrit les portes de ses chambres en 1942. En 1949, il accueillit Andrew Marton, Deborah Kerr et Stewart Granger qui tournaient à Nyanza des scènes extérieures pour le film Les Mines du roi Salomon.
Avant l'indépendance de 1962, sa terrasse et son bar étaient le lieu de rendez-vous de tous les Européens du pays et de quelques Rwandais privilégiés. Il devint ensuite l'endroit que se devaient de fréquenter les notables et professeurs de l'université toute proche.
Le 31 décembre 1992, dans le restaurant de l'hôtel, une bombe (probablement programmée pour éclater durant la soirée de réveillon) explosa dans l'après-midi ; il n'y eut aucune victime. 
En avril 1994, durant le génocide, et après que les hommes de la garde présidentielle eurent assassiné le préfet Jean-Baptiste Habyarimana, et que la plus grande partie du personnel de l'hôtel eut fui, "Jerry" Robert Kajuga, le président national des Interahamwe, s'installa avec ses tueurs et quelques jeunes filles dont il fit ses esclaves sexuelles dans les plus belles chambres. Il y demeura jusqu'à l'arrivée des soldats du Front patriotique rwandais (FPR), qui y établirent à leur tour leurs quartiers.